# فریدریش ویلهلم سوم
فریدریش ویلهلم سوم (به آلمانی: Friedrich Wilhelm III.) (زایش ۳ آگوست ۱۷۷۰ - مرگ ۷ ژوئن ۱۸۴۰) از سال ۱۷۹۷ تا ۱۸۴۰ پادشاه پروس بود. این پادشاه در نبرد با ناپلئون شکست سختی خورد و پذیرفت متحد و دست نشانده امپراتوری فرانسه گردد اما پس از شکست سنگین فرانسه در سرمای روسیه ، فردریش توانست با اتحاد با بریتانیا و روسیه و اتریش علیه فرانسه استقلال خود را به دست آورد و در تصرف فرانسه به دست نیروهای متحد نقش ایفا کند.
دربازی جنگ اروپاEURPEAN WAR4